# Ribnica na Pohorju

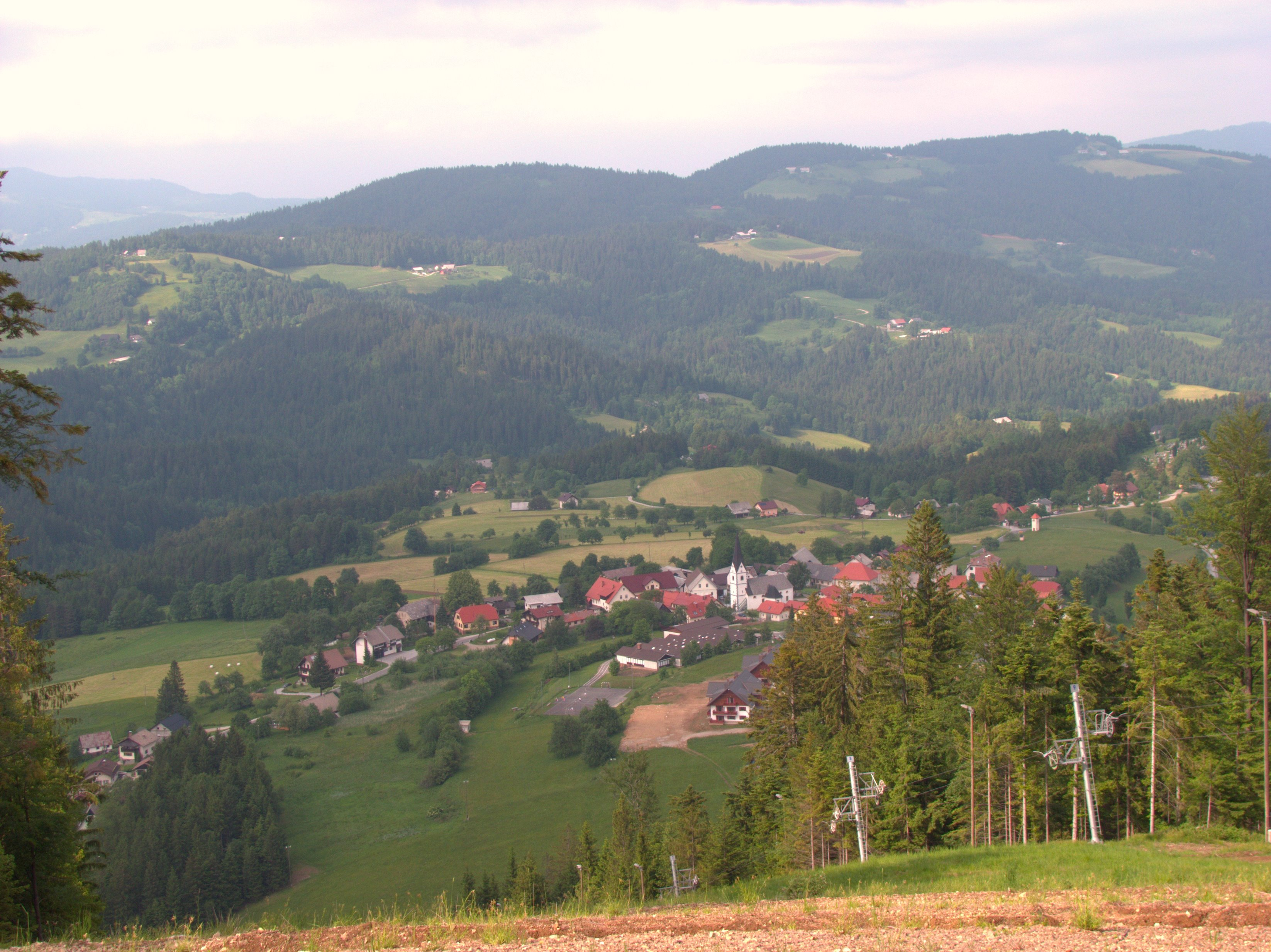
Blick auf Ribnica na Pohorju

Ribnica na Pohorju (deutsch: Reifnig am Bachern) ist der Hauptort und Verwaltungssitz der Gemeinde Ribnica na Pohorju in der historischen Landschaft Untersteiermark, Region Koroška, in Slowenien.